# Rheinfelden (Argòvia)
Rheinfelden és un municipi del cantó d'Argòvia (Suïssa), situat al districte de Rheinfelden. El 2023 tenia 13.854 habitants.